# Lophopagurus foresti
Lophopagurus foresti är en kräftdjursart som beskrevs av McLaughlin och Gunn 1992. Lophopagurus foresti ingår i släktet Lophopagurus och familjen eremitkräftor. Inga underarter finns listade i Catalogue of Life.